# Gran Premio de Francia de Motociclismo de 1978
El Gran Premio de Francia de Motociclismo de 1978 fue la cuarta prueba de la temporada 1978 del Campeonato Mundial de Motociclismo. El Gran Premio se disputó el 7 de mayo de 1978 en el Circuito de Nogaro. Se trata de un circuito muy poco apreciado por los pilotos por su trazado estrecho y muy corto.

## Resultados 500cc
En la categoría reina, el estadounidense Kenny Roberts se impuso con total claridad sobre Pat Hennen, segundo con una ventaja de 9 segundos sobre Barry Sheene.
| Pos.     | Piloto              | Moto   | Tiempo      | Pts. |
| -------- | ------------------- | ------ | ----------- | ---- |
| 1        | Kenny Roberts       | Yamaha | 56' 42" 5   | 15   |
| 2        | Pat Hennen          | Suzuki | +10" 5      | 12   |
| 3        | Barry Sheene        | Suzuki | +29" 7      | 10   |
| 4        | Christian Estrosi   | Suzuki | +37" 2      | 8    |
| 5        | Wil Hartog          | Suzuki | +1' 07" 3   | 6    |
| 6        | Graziano Rossi      | Suzuki | +1 Vuelta   | 5    |
| 7        | Steve Parrish       | Suzuki | +1 Vuelta   | 4    |
| 8        | Jean-Philippe Orban | Suzuki | +1 Vuelta   | 3    |
| 9        | Carlo Perugini      | Suzuki | +2 Vueltas  | 2    |
| 10       | Kenny Blake         | Yamaha | +2 Vueltas  | 1    |
| 11       | Alex George         | Suzuki | +2 Vueltas  |      |
| 12       | Marc Chabert        | Suzuki | +2 Vueltas  |      |
| 13       | John Woodley        | Suzuki | +2 giri     |      |
| 14       | Franz Rau           | Suzuki | +3 Vueltas  |      |
| 15       | Børge Nielsen       | Suzuki | +3 Vueltas  |      |
| 16       | Gerhard Vogt        | Suzuki | +3 giri     |      |
| 17       | Virginio Ferrari    | Suzuki | +4 Vueltas  |      |
| 18       | John Newbold        | Suzuki | +4 giri     |      |
| 19       | Kimmo Kopra         | Yamaha | +4 Vueltas  |      |
| 20       | Philippe Coulon     | Suzuki | +7 giri     |      |
| 21       | Boet van Dulmen     | Suzuki | +11 Vueltas |      |
| 22       | Gianfranco Bonera   | Suzuki | +12 Vueltas |      |
| 23       | Johnny Cecotto      | Yamaha | +16 Vueltas |      |
| 24       | Alain Beraud        | Yamaha | +18 Vueltas |      |
| Ret      | Michel Rougerie     | Suzuki | Ret         |      |
| Ret      | Pierre Tocco        | Yamaha | Ret         |      |
| Ret      | Jean-Paul Boinet    | Suzuki | Ret         |      |
| Ret      | Teuvo Länsivuori    | Suzuki | Ret         |      |
| Ret      | Eddie Roberts       | Suzuki | Ret         |      |
| Ret      | Leslie van Breda    | Suzuki | Ret         |      |
| Ret      | René Gutknecht      | Suzuki | Ret         |      |
| Ret      | Bruno Kneubühler    | Suzuki | Ret         |      |
| Ret      | Jack Findlay        | Suzuki | Ret         |      |
| Ret      | Steve Wright        | Yamaha | Ret         |      |
| Ret      | Takazumi Katayama   | Yamaha | Ret         |      |
| Ret      | Marco Lucchinelli   | Suzuki | Ret         |      |
| DNS      | Ikujiro Takai       | Yamaha | DNS         |      |
| DNS      | Leandro Becheroni   | Suzuki | DNS         |      |
| Sources: |                     |        |             |      |

## Resultados 350cc
En 350 cc, Gregg Hansford coronaba una fin de semana glorioso para sus intereses con una victoria con ocho segundos sobre Kork Ballington, segundo claificado. Derrota de Yamaha que no pudo colocar a ninguno de sus oficiales entre los primeros. Katayama, por su parte, debería abandonar por problemas de motor y la misma suerte correría Franco Uncini.
| Pos. | Piloto                 | Moto       | Tiempo     | Pts. |
| ---- | ---------------------- | ---------- | ---------- | ---- |
| 1    | Gregg Hansford         | Kawasaki   | 51' 29" 2  | 15   |
| 2    | Kork Ballington        | Kawasaki   | +7" 8      | 12   |
| 3    | Jon Ekerold            | Yamaha     | +46" 8     | 10   |
| 4    | Tom Herron             | Yamaha     | +54" 3     | 8    |
| 5    | Vic Soussan            | Yamaha     | +1' 09" 1  | 6    |
| 6    | Patrick Fernandez      | Yamaha     | +1' 11" 3  | 5    |
| 7    | Olivier Chevallier     | Yamaha     | +1' 18" 3  | 4    |
| 8    | Pentti Korhonen        | Yamaha     | +1' 23" 8  | 3    |
| 9    | Raymond Roche          | Yamaha     | +1' 24" 5  | 2    |
| 10   | Michel Rougerie        | Yamaha     | +1 Vuelta  | 1    |
| 11   | Mick Grant             | Kawasaki   | +1 Vuelta  |      |
| 12   | Clive Padgett          | Yamaha     | +1 Vuelta  |      |
| 13   | Sadao Asami            | Yamaha     | +1 Vuelta  |      |
| 14   | Gianfranco Bonera      | Yamaha     | +1 Vuelta  |      |
| 15   | Chas Mortimer          | Yamaha     | +1 Vuelta  |      |
| 16   | Michel Frutschi        | Yamaha     | +1 Vuelta  |      |
| 17   | Leif Gustafsson        | Yamaha     | +1 Vuelta  |      |
| 18   | Denis Boulom           | Yamaha     | +2 Vueltas |      |
| 19   | Eero Hyvärinen         | Yamaha     | +3 Vueltas |      |
| 20   | Michel Rastel          | Yamaha     | +3 Vueltas |      |
| 21   | Patrick Pons           | Yamaha     | +5 Vueltas |      |
| Ret  | Christian Sarron       | Yamaha     | Ret        |      |
| Ret  | John Dodds             | Yamaha     | Ret        |      |
| Ret  | Jean-Louis Guignabodet | Yamaha     | Ret        |      |
| Ret  | Anton Mang             | Kawasaki   | Ret        |      |
| Ret  | Philippe Bouzanne      | Yamaha     | Ret        |      |
| Ret  | Franco Uncini          | Yamaha     | Ret        |      |
| Ret  | Franco Solari          | Yamaha     | Ret        |      |
| Ret  | Mario Lega             | Morbidelli | Ret        |      |
| Ret  | Guy Bertin             | Yamaha     | Ret        |      |
| Ret  | John Newbold           | Yamaha     | Ret        |      |
| Ret  | Jean-Claude Meilland   | Yamaha     | Ret        |      |
| Ret  | Takazumi Katayama      | Yamaha     | Ret        |      |
| Ret  | Hervé Moineau          | Yamaha     | Ret        |      |
| Ret  | Éric Saul              | Yamaha     | Ret        |      |
| Ret  | Pekka Nurmi            | Yamaha     | Ret        |      |
| DNQ  | José Cecotto           | Yamaha     | DNQ        |      |
| DNQ  | Richard Hubin          | Yamaha     | DNQ        |      |

## Resultados 250cc
En el cuarto de litro, recital de Gregg Hansford, que se escapó con el norteamericano Kenny Roberts. Los dos pilotos se destacarían del resto, pero entre ellos, pronto hubo también la distancia suficiente como para que no pudieran inquietarse mutuamente. Al final, el australiano de Kawasaki terminaría con dos segundos de ventaja, sobre Roberts que a su vez le cogería tres al tercer clasificado, Kork Ballington.
| Pos. | Piloto               | Moto            | Tiempo      | Pts. |
| ---- | -------------------- | --------------- | ----------- | ---- |
| 1    | Gregg Hansford       | Kawasaki        | 48' 22" 1   | 15   |
| 2    | Kenny Roberts        | Yamaha          | +2" 1       | 12   |
| 3    | Kork Ballington      | Kawasaki        | +25" 1      | 10   |
| 4    | Jon Ekerold          | Yamaha          | +48" 9      | 8    |
| 5    | Tom Herron           | Yamaha          | +1' 07" 1   | 6    |
| 6    | Raymond Roche        | Yamaha          | +1' 12" 7   | 5    |
| 7    | Chas Mortimer        | Maxton-Yamaha   | +1' 15" 9   | 4    |
| 8    | Olivier Chevallier   | Yamaha          | +1' 22" 6   | 3    |
| 9    | Vic Soussan          | Yamaha          | +1' 22" 9   | 2    |
| 10   | Guy Bertin           | Yamaha          | +1' 23" 3   | 1    |
| 11   | Franco Uncini        | Yamaha          | +1 Vuelta   |      |
| 12   | Clive Padgett        | Yamaha          | +1 Vuelta   |      |
| 13   | Hervé Moineau        | Yamaha          | +1 Vuelta   |      |
| 14   | Sadao Asami          | Yamaha          | +1 Vuelta   |      |
| 15   | Leif Gustafsson      | Yamaha          | +1 Vuelta   |      |
| 16   | Jean-Claude Meilland | Yamaha          | +1 Vuelta   |      |
| 17   | Jacques Cornu        | Yamaha          | +1 Vuelta   |      |
| 18   | Pierre Tocco         | Yamaha          | +1 Vuelta   |      |
| 19   | Carlos Lavado        | Yamaha          | +2 Vueltas  |      |
| 20   | Josef Hage           | Yamaha          | +2 Vueltas  |      |
| 21   | Patrick Fernandez    | Yamaha          | +4 Vueltas  |      |
| 22   | Eduardo Alemán       | Yamaha          | +9 Vueltas  |      |
| 23   | Philippe Bouzanne    | Yamaha          | +10 Vueltas |      |
| 24   | Jean-François Baldé  | Kawasaki        | +12 Vueltas |      |
| Ret  | Christian Estrosi    | Yamaha          | Ret         |      |
| Ret  | Anton Mang           | Kawasaki        | Ret         |      |
| Ret  | Eero Hyvärinen       | Yamaha          | Ret         |      |
| Ret  | John Dodds           | Yamaha          | Ret         |      |
| Ret  | Thierry Laurens      | Yamaha          | Ret         |      |
| Ret  | Mick Grant           | Kawasaki        | Ret         |      |
| Ret  | Roland Freymond      | Yamaha          | Ret         |      |
| Ret  | Pentti Korhonen      | Yamaha          | Ret         |      |
| Ret  | Mario Lega           | Morbidelli      | Ret         |      |
| Ret  | Paolo Pileri         | Morbidelli      | Ret         |      |
| Ret  | Pierluigi Conforti   | Morbidelli      | Ret         |      |
| Ret  | Walter Villa         | Harley-Davidson | Ret         |      |
| Ret  | Éric Saul            | Yamaha          | Ret         |      |
| Ret  | Denis Boulom         | Yamaha          |             |      |

## Resultados 125cc
En 125, duelo en la cumbre entre Thierry Espié, Eugenio Lazzarini y Pier Paolo Bianchi que encabezaban la parrilla de salida. El francés comandó la carrera al principio, hasta la vuelta número nueve, en que debido a que la pista se encontraba algo mojada ha sufrido una caída perdiendo toda opción a quedar entre los primeros. A partir de este momento, siempre Bianchi dominó, llegando a la meta con
más de 10 segundos de ventaja sobre Lazzarini, segundo.
| Pos. | Piloto                 | Moto       | Tiempo      | Pts. |
| ---- | ---------------------- | ---------- | ----------- | ---- |
| 1    | Pier Paolo Bianchi     | Minarelli  | 50' 21" 3   | 15   |
| 2    | Eugenio Lazzarini      | MBA        | +12" 5      | 12   |
| 3    | Per-Edvard Carlsson    | Morbidelli | +33" 7      | 10   |
| 4    | Maurizio Massimiani    | Morbidelli | +37" 0      | 8    |
| 5    | Jean-Louis Guignabodet | Morbidelli | +1' 30" 9   | 6    |
| 6    | Thierry Noblesse       | Morbidelli | +1 giro     | 5    |
| 7    | Matti Kinnunen         | Morbidelli | +1 Vuelta   | 4    |
| 8    | Patrick Plisson        | Morbidelli | +1 Vuelta   | 3    |
| 9    | Harald Bartol          | Morbidelli | +1 giro     | 2    |
| 10   | Daniel Meyer           | Morbidelli | +1 Vuelta   | 1    |
| 11   | Claude Gorry           | Morbidelli | +1 Vuelta   |      |
| 12   | Stefan Dörflinger      | Morbidelli | +2 Vueltas  |      |
| 13   | Bennie Wilbers         | Morbidelli | +2 Vueltas  |      |
| 14   | Johann Parzer          | Morbidelli | +2 Vueltas  |      |
| 15   | Ernst Fagerer          | Morbidelli | +2 Vueltas  |      |
| 16   | Yves Dupont            | Morbidelli | +3 Vueltas  |      |
| 17   | Jacky Hutteau          | Morbidelli | +3 Vueltas  |      |
| 18   | Pierluigi Conforti     | MBA        | +5 Vueltas  |      |
| 19   | Bernd Schneider        | Bender     | +5 Vueltas  |      |
| 20   | Karl Fuchs             | Morbidelli | +10 Vueltas |      |
| Ret  | Clive Horton           | Morbidelli | Ret         |      |
| Ret  | Alain Pellet           | Morbidelli | Ret         |      |
| Ret  | Thierry Espié          | Motobécane | Ret         |      |
| Ret  | Claudio Lusuardi       | Morbidelli | Ret         |      |
| Ret  | Hans Müller            | Morbidelli | Ret         |      |
| Ret  | Ángel Nieto            | Bultaco    | Ret         |      |
| Ret  | Werner Schmied         | Rotax      | Ret         |      |
| Ret  | Marc-Anton Constantin  | Morbidelli | Ret         |      |
| Ret  | Enrico Cereda          | Morbidelli | Ret         |      |
| Ret  | Benga Johansson        | Morbidelli | Ret         |      |
| Ret  | Ricardo Tormo          | Bultaco    | Ret         |      |
| Ret  | Laurent Gomis          | Morbidelli | Ret         |      |
| Ret  | Michael Schmid         | Morbidelli | Ret         |      |
| Ret  | François Granon        | Morbidelli | Ret         |      |
| Ret  | Ivan Palazzese         | Morbidelli | Ret         |      |